# UCIワールドツアー2014
UCIワールドツアー2014（UCI World Tour 2014）は、UCIワールドツアーの2014年におけるシリーズ戦。

## 対象レースとポイント配分
|             | 1位 | 2位 | 3位 | 4位 | 5位 | 6位 | 7位 | 8位 | 9位 | 10位 | 11位 | 12位 | 13位 | 14位 | 15位 | 16位 | 17位 | 18位 | 19位 | 20位 |
| 総合成績(A) | 200 | 150 | 120 | 110 | 100 | 90  | 80  | 70  | 60  | 50   | 40   | 30   | 24   | 20   | 16   | 12   | 10   | 8    | 6    | 4    |
| 区間成績(A) | 20  | 10  | 6   | 4   | 2   |     |     |     |     |      |      |      |      |      |      |      |      |      |      |      |
| 総合成績(B) | 170 | 130 | 100 | 90  | 80  | 70  | 60  | 52  | 44  | 38   | 32   | 26   | 22   | 18   | 14   | 10   | 8    | 6    | 4    | 2    |
| 区間成績(B) | 16  | 8   | 4   | 2   | 1   |     |     |     |     |      |      |      |      |      |      |      |      |      |      |      |
| 総合成績(C) | 100 | 80  | 70  | 60  | 50  | 40  | 30  | 20  | 10  | 4    |      |      |      |      |      |      |      |      |      |      |
| 区間成績(C) | 6   | 4   | 2   | 1   | 1   |     |     |     |     |      |      |      |      |      |      |      |      |      |      |      |
| 総合成績(D) | 80  | 60  | 50  | 40  | 30  | 22  | 14  | 10  | 6   | 2    |      |      |      |      |      |      |      |      |      |      |

- A
  - ツール・ド・フランス
- B
  - ジロ・デ・イタリア、ブエルタ・ア・エスパーニャ
- C
  - ツアー・ダウンアンダー、パリ〜ニース、ティレーノ〜アドリアティコ、ミラノ〜サンレモ、ロンド・ファン・フラーンデレン、バスク一周、パリ〜ルーベ、リエージュ〜バストーニュ〜リエージュ、ツール・ド・ロマンディ、カタルーニャ一周、クリテリウム・デュ・ドーフィネ、ツール・ド・スイス、ツール・ド・ポローニュ、エネコ・ツアー、ジロ・ディ・ロンバルディア、ツアー・オブ・北京
- D
  - E3・ハレルベーク、ヘント〜ウェヴェルヘム、アムステルゴールドレース、フレッシュ・ワロンヌ、クラシカ・サンセバスティアン、ヴァッテンフォール・サイクラシックス、GP西フランス・プルエー、グランプリ・シクリスト・ド・ケベック、グランプリ・シクリスト・ド・モンレアル

※太字はステージレース

## UCIワールドツアーライセンスチーム
| チーム名                           | 国籍           | コード |
| ---------------------------------- | -------------- | ------ |
| AG2R・ラ・モンディアル             | フランス       | ALM    |
| アスタナ・プロ・チーム             | カザフスタン   | AST    |
| ベルキン・プロサイクリング・チーム | オランダ       | BEL    |
| BMC・レーシングチーム              | アメリカ合衆国 | BMC    |
| キャノンデール・プロサイクリング   | イタリア       | CAN    |
| FDJ.fr                             | フランス       | FDJ    |
| ガーミン・シャープ                 | アメリカ合衆国 | GRS    |
| ランプレ・メリダ                   | イタリア       | LAM    |
| ロット・ベリソル                   | ベルギー       | LTB    |
| モビスター・チーム                 | スペイン       | MOV    |
| オメガファーマ・クイックステップ   | ベルギー       | OPQ    |
| オリカ・グリーンエッジ             | オーストラリア | OGE    |
| チーム・ユーロップカー             | フランス       | EUC    |
| チーム・ジャイアント＝シマノ       | オランダ       | GIA    |
| カチューシャ                       | ロシア         | KAT    |
| チーム・スカイ                     | イギリス       | SKY    |
| ティンコフ＝サクソ                 | デンマーク     | TCS    |
| トレック・ファクトリー・レーシング | アメリカ合衆国 | TFR    |

## 日程
| 日程          | レース名                               | 優勝者                     | 所属チーム                         | 総合第1位                |
| ------------- | -------------------------------------- | -------------------------- | ---------------------------------- | ------------------------ |
| 1/21 - 1/26   | ツアー・ダウンアンダー                 | サイモン・ジェラン         | オリカ・グリーンエッジ             | サイモン・ジェラン       |
| 3/9 - 3/16    | パリ〜ニース                           | カルロス・ベタンクール     | AG2R・ラ・モンディアル             | カルロス・ベタンクール   |
| 3/12 - 3/18   | ティレーノ〜アドリアティコ             | アルベルト・コンタドール   | ティンコフ＝サクソ                 | カルロス・ベタンクール   |
| 3/23          | ミラノ〜サンレモ                       | アレクサンダー・クリストフ | チーム・カチューシャ               | カルロス・ベタンクール   |
| 3/28          | E3・ハレルベーク                       | ペテル・サガン             | キャノンデール・プロサイクリング   | カルロス・ベタンクール   |
| 3/24 - 3/30   | カタルーニャ一周                       | ホアキン・ロドリゲス       | チーム・カチューシャ               | アルベルト・コンタドール |
| 3/30          | ヘント〜ウェヴェルヘム                 | ヨーン・デーゲンコルプ     | チーム・ジャイアント＝シマノ       | アルベルト・コンタドール |
| 4/6           | ロンド・ファン・フラーンデレン         | ファビアン・カンチェラーラ | トレック・ファクトリー・レーシング | アルベルト・コンタドール |
| 4/7 - 4/12    | バスク一周                             | アルベルト・コンタドール   | ティンコフ＝サクソ                 | アルベルト・コンタドール |
| 4/13          | パリ〜ルーベ                           | ニキ・テルプストラ         | オメガファーマ・クイックステップ   | アルベルト・コンタドール |
| 4/20          | アムステルゴールドレース               | フィリップ・ジルベール     | BMC・レーシングチーム              | アルベルト・コンタドール |
| 4/23          | フレッシュ・ワロンヌ                   | アレハンドロ・バルベルデ   | モビスター・チーム                 | アルベルト・コンタドール |
| 4/26          | リエージュ〜バストーニュ〜リエージュ   | サイモン・ジェラン         | オリカ・グリーンエッジ             | アルベルト・コンタドール |
| 4/29 - 5/4    | ツール・ド・ロマンディ                 | クリス・フルーム           | チーム・スカイ                     | アルベルト・コンタドール |
| 5/9 - 6/1     | ジロ・デ・イタリア                     | ナイロ・キンタナ           | モビスター・チーム                 | ナイロ・キンタナ         |
| 6/8 - 6/15    | クリテリウム・デュ・ドフィネ           | アンドリュー・タランスキー | ガーミン・シャープ                 | アルベルト・コンタドール |
| 6/14 - 6/22   | ツール・ド・スイス                     | ルイ・コスタ               | ランプレ・メリダ                   | アルベルト・コンタドール |
| 7/5 - 7/27    | ツール・ド・フランス                   | ヴィンチェンツォ・ニーバリ | アスタナ・プロチーム               | アルベルト・コンタドール |
| 8/2           | クラシカ・サンセバスティアン           | アレハンドロ・バルベルデ   | モビスター・チーム                 | アレハンドロ・バルベルデ |
| 8/3 - 8/9     | ツール・ド・ポローニュ                 | ラファル・マイカ           | ティンコフ＝サクソ                 | アレハンドロ・バルベルデ |
| 8/11 - 8/17   | エネコ・ツアー                         | ティム・ウェレンス         | ロット・ベリソル                   | アレハンドロ・バルベルデ |
| 8/24          | ヴァッテンフォール・サイクラシックス   | アレクサンダー・クリストフ | チーム・カチューシャ               | アレハンドロ・バルベルデ |
| 8/31          | GP西フランス・プルエー                 | シルヴァン・シャヴァネル   | IAM・サイクリング                  | アレハンドロ・バルベルデ |
| 9/12          | グランプリ・シクリスト・ド・ケベック   | サイモン・ジェラン         | オリカ・グリーンエッジ             | アレハンドロ・バルベルデ |
| 8/23 - 9/14   | ブエルタ・ア・エスパーニャ             | アルベルト・コンタドール   | ティンコフ＝サクソ                 | アルベルト・コンタドール |
| 9/14          | グランプリ・シクリスト・ド・モンレアル | サイモン・ジェラン         | オリカ・グリーンエッジ             | アルベルト・コンタドール |
| 10/5          | ジロ・ディ・ロンバルディア             | ダニエル・マーティン       | ガーミン・シャープ                 | アレハンドロ・バルベルデ |
| 10/10 - 10/14 | ツアー・オブ・北京                     | フィリップ・ジルベール     | BMC・レーシング                    | アレハンドロ・バルベルデ |